# Minimum Descent Altitude/Height
Minimalna wysokość bezwzględna zniżania (ang. Minimum Descent Altitude, MDA)
Minimalna wysokość względna zniżania (ang. Minimum Descent Height, MDH)
Są to odpowiednio: wysokość bezwzględna lub wysokość względna przy podejściu nieprecyzyjnym lub przy podejściu z okrążeniem, poniżej której zniżanie nie może być wykonane bez wzrokowego kontaktu z terenem. 
Wymagany kontakt z terenem oznacza widzenie części pomocy wzrokowych lub strefy podejścia w odstępie czasu wystarczającym dla oceny przez pilota pozycji statku powietrznego i szybkości jej zmian w odniesieniu do nominalnego toru lotu. 
W przypadku podejścia z okrążeniem wymagany jest kontakt wzrokowy z terenem otaczającym drogę startową.